# پل گرینگرس
پل گرینگرس (به انگلیسی: Paul Greengrass) (متولد: ۱۳ اوت ۱۹۵۵)

## فیلم‌ها
- اخبار جهان (فیلم) (۲۰۲۱)
- ۲۲ ژوئیه (فیلم) (۲۰۱۸)
- جیسون بورن (فیلم) (۲۰۱۶)
- کاپیتان فیلیپس (فیلم) (۲۰۱۳)
- منطقه سبز (فیلم) (۲۰۱۰)
- اولتیماتوم بورن (۲۰۰۷)
- یونایتد ۹۳ (فیلم) (۲۰۰۶)
- برتری بورن (۲۰۰۴)

## پیوند
پل گرینگرس در بانک اطلاعات اینترنتی فیلم‌ها